# Zálesí (Javorník)
Zálesí (do roku 1948  Valdek, niem. Waldek, Waldeck) – wieś, część gminy Javorník, położona w kraju ołomunieckim, w powiecie Jesionik, w Czechach.
Do 1989 znajdował się tutaj barokowy kościół świętej Barbary z 1721.
W latach 50. i 60. XX wieku (do 1968) rejon Zálesí był miejscem wydobycia rudy uranu, z której pozyskano ponad 400 ton tego metalu.

## Linki zewnętrzne

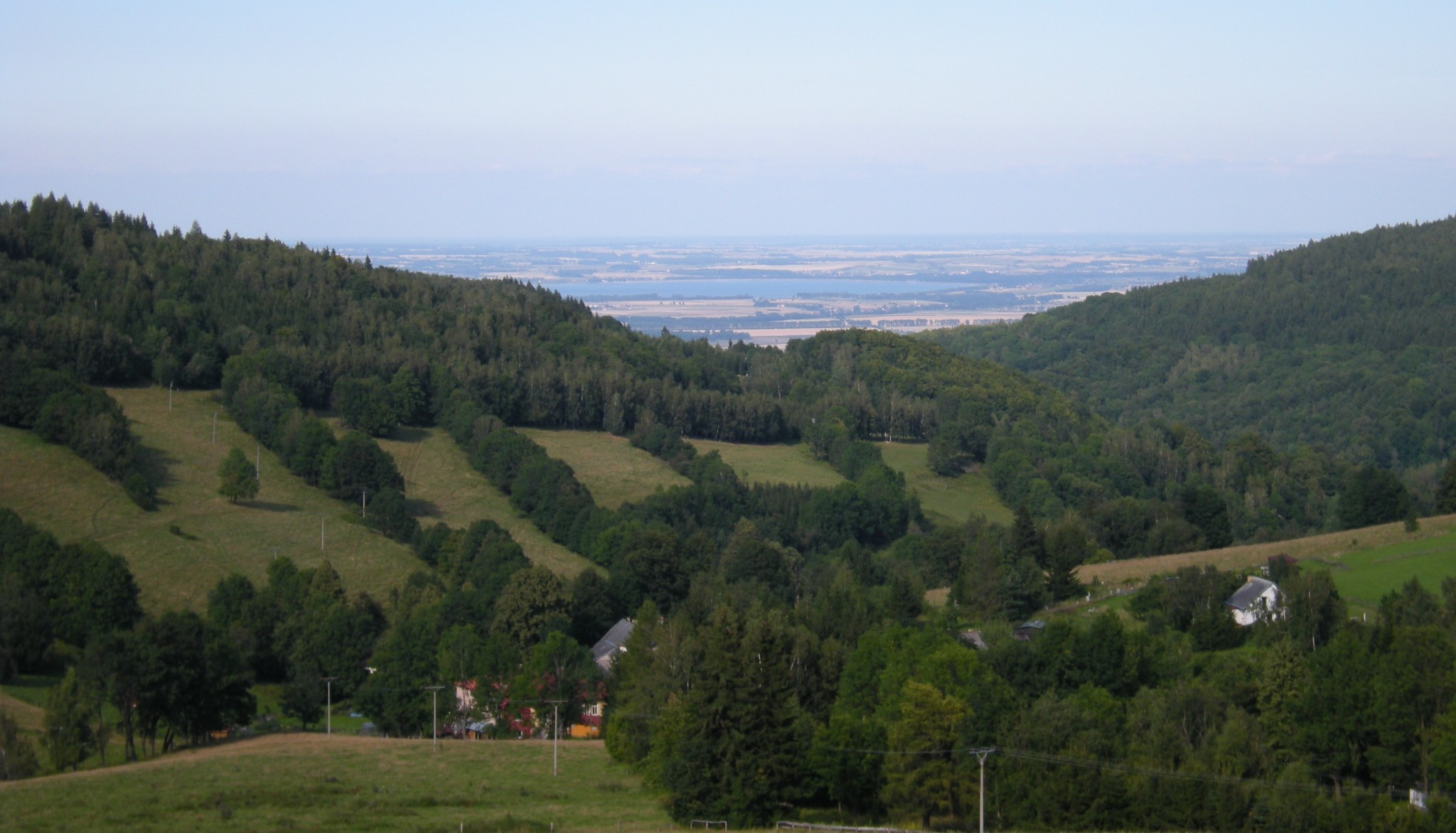
Widok na Zálesí